# Nguyễn Đức Cường (thiếu tướng)
Nguyễn Đức Cường là một sĩ quan cấp cao Quân đội nhân dân Việt Nam. Ông nguyên là Phó Chính uỷ Học viện Lục Quân – Bộ Quốc phòng; nguyên Chính uỷ Binh chủng Tăng Thiết Giáp Quân đội nhân dân Việt Nam, quân hàm Thiếu tướng.

## Thân thế và sự nghiệp
Thiếu tướng Nguyễn Đức Cường đã trải qua những vị trí công tác sau:
- Trợ lý phòng cán bộ Binh chủng Tăg Thiết Giáp
- Trưởng phòng cán bộ Binh chủng Tăng Thiết Giáp
- Chủ nhiệm Cục chính trị Binh chủng Tăng Thiết Giáp
- Hiệu trưởng Trường Sĩ quan Tăng Thiết Giáp
- Chính uỷ Binh chủng Tăng Thiết Giáp kiêm Bí thư Đảng uỷ Binh chủng Tăng Thiết Giáp
- Phó Chính uỷ Học viện Lục quân Đà Lạt
- Phong quân hàm thiếu tướng năm 2010

## Gia đình
Thiếu tướng Hoàng Đăng Huệ – Bí thư Đảng ủy, Phó tư lệnh chính trị Binh chủng Tăng thiết giáp Quân đội nhân dân Việt Nam (cha nuôi).